# Olympische Sommerspiele 2004/Trampolinturnen – Frauen
Das Trampolinturnen der Frauen bei den Olympischen Spielen 2004 in Athen wurde am 20. August 2004 in der Olympiahalle ausgetragen. Es traten 16 Athletinnen an.
Der Wettbewerb bestand aus einer Qualifikationsrunde und dem Finale. Jede Turnerin absolvierte zwei Übungen, eine Pflicht und eine Kür, deren Wertungen zur Gesamtpunktzahl zusammenaddiert wurden. Die acht besten Turnerinnen der Qualifikation traten am gleichen Tag im Finale an. Hier wurde eine Übung geturnt, die nach Schwierigkeit, Ausführung und Flugphase bewertet wurde.

## Qualifikation
| Platz | Turnerin             | Nation             | Pflicht | Kür  | Strafpunkte | Gesamt |
| ----- | -------------------- | ------------------ | ------- | ---- | ----------- | ------ |
| 1     | Natalja Tschernowa   | Russland           | 28,1    | 38,7 |             | 66,8   |
| 2     | Anna Dogonadze       | Deutschland        | 27,3    | 39,4 |             | 66,7   |
| 3     | Olena Mowtschan      | Ukraine            | 27,8    | 38,0 |             | 65,8   |
| 4     | Huang Shanshan       | China              | 26,4    | 39,0 |             | 65,6   |
| 5     | Karen Cockburn       | Kanada             | 27,0    | 38,1 |             | 65,1   |
| 6     | Heather Ross-McManus | Kanada             | 26,8    | 37,0 |             | 63,8   |
| 7     | Haruka Hirota        | Japan              | 26,9    | 36,1 |             | 63,0   |
| 8     | Andrea Lenders       | Niederlande        | 27,4    | 35,3 |             | 62,7   |
| 9     | Rusudan Choperia     | Georgien           | 26,3    | 36,2 |             | 62,5   |
| 10    | Katarína Prokešová   | Slowakei           | 25,9    | 36,0 |             | 61,9   |
| 11    | Yekaterina Xilko     | Usbekistan         | 26,8    | 34,8 |             | 61,6   |
| 12    | Kirsten Lawton       | Großbritannien     | 27,6    | 32,6 |             | 60,2   |
| 13    | Lesley Daly          | Australien         | 25,8    | 33,1 |             | 58,9   |
| 14    | Jennifer Parilla     | Vereinigte Staaten | 26,9    | 25,8 |             | 52,7   |
| 15    | Irina Karawajewa     | Russland           | 27,1    | 12,8 |             | 39,9   |
| 16    | Tazzjana Pjatrenja   | Belarus            | 27,6    | 05,3 |             | 32,9   |

## Finale
| Platz | Turnerin             | Nation      | Schwierigkeit | Punkte | Strafpunkte | Gesamt |
| ----- | -------------------- | ----------- | ------------- | ------ | ----------- | ------ |
| 1     | Anna Dogonadze       | Deutschland | 14,20         | 42,30  |             | 39,60  |
| 2     | Karen Cockburn       | Kanada      | 14,60         | 40,90  |             | 39,20  |
| 3     | Huang Shanshan       | China       | 14,00         | 41,60  |             | 39,00  |
| 4     | Natalja Tschernowa   | Russland    | 14,00         | 40,90  |             | 38,60  |
| 5     | Olena Mowtschan      | Ukraine     | 13,00         | 41,00  |             | 37,60  |
| 6     | Heather Ross-McManus | Kanada      | 14,40         | 38,50  |             | 37,40  |
| 7     | Haruka Hirota        | Japan       | 12,80         | 40,60  |             | 37,20  |
| 8     | Andrea Lenders       | Niederlande | 07,60         | 27,80  |             | 24,30  |